# (35404) 1997 YV5
1997 YV5 (asteroide 35404) é um asteroide da cintura principal. Possui uma excentricidade de 0.21582510 e uma inclinação de 10.41732º.
Este asteroide foi descoberto no dia 25 de dezembro de 1997 por Takao Kobayashi em Oizumi.